# Ignaz von Plener
Ignaz von Plener (Vienna, 21 maggio 1810 – Vienna, 17 febbraio 1908) è stato un politico e nobile austriaco.

## Biografia
Ignaz Plener era figlio di un alto funzionario del Ministero delle Finanze austriaco. Studiò legge presso l'Università di Vienna dal 1827 al 1833 ed entrò nel servizio civile nel 1836. Nel 1841 si portò a Eger come consigliere finanziario, poi con la medesima carica fu a Praga nel 1848, a Pest e nel 1851 e infine a Presburgo come direttore delle finanze statali. Nel 1856 ottenne la nobilitazione e nel 1857 fu nominato direttore delle finanze statali a Leopoli. Nel 1859 tornò a Vienna come membro del Consiglio Imperiale e condusse una campagna per il controllo finanziario del parlamento.
Dal 1860 al 1865, Plener fu ministro delle finanze austriaco. Già nel 1862 riuscì a presentare un bilancio in pareggio attraverso politiche di austerità e una riduzione del numero di denaro in circolazione. In tal modo, gettò le basi per la ripresa economica dell'impero nella seconda metà dell'Ottocento. Si oppose alla politica assolutista e federalista del presidente del consiglio Richard von Belcredi. Si dimise nel 1865 per protesta contro la sospensione della costituzione.
Il centralismo era vitale per Plener, perché i filo-tedeschi, che pure erano una minoranza in terre importanti come la Boemia, rappresentavano però l'unica garanzia di unità del paese. Egli vedeva nel dominio austro-tedesco la base di quell'Austrodeutschtum che doveva a suo parere reggere le sorti di tutta la politica nazionale.
Dal 1867 al 1870 fu ministro del commercio e si interessò particolarmente all'ampliamento del sistema ferroviario attraverso la concessione in licenza di molte ferrovie private, una riforma delle principali banche, l'introduzione della statistica e della legge sulla responsabilità, nonché il riordino delle camere di commercio. Dal 15 gennaio al 1º febbraio 1870 fu inoltre temporaneamente primo ministro austriaco.
Dal 1873 fino alla fine della sua vita fu membro della Camera dei Signori austriaca nelle file del Partito Costituzionalista. Politicamente fu legato ai liberisti, ma si batté strenuamente contro la scissione dei nazional-liberali.
Suo figlio Ernst von Plener divenne anche ministro delle finanze austriaco, e poi presidente della Corte dei conti. Ignaz von Plener fu elevato al rango di barone ereditario dall'imperatore nel 1907. Plener alla sua morte venne sepolto nel mausoleo di famiglia nel cimitero di Hietzingen.